# Castell de Montmarí
El Castell de Montmarí és un edifici romànic de Pont de Molins (Alt Empordà) declarada Bé Cultural d'Interès Nacional.

## Descripció
Del castell en queden escassos vestigis. Hi ha rastres d'una construcció de planta rectangular els murs de la qual es conserven en una alçada d'uns dos metres. A llevant són quelcom més baixos, i als costats més baixos gairebé no sobresurten del sòl. En els fragments que es conserven, les pedres no estan ben escairades, i formen filades, que no sempre ben seguides.